# Thế giới ảo (tiểu thuyết)
Thế giới ảo là tập bốn của bộ truyện Pendragon bởi D. J. MacHale. Một thế giới mà người dân đều ở trong một thế giới ảo, ở đó họ có thể có tất cả những gì họ muốn, đó là sự cám dỗ đến tận cùng khiến ai đã thử không thể thoát khỏi được. Sự tuyệt vời diễn ra cho đến khi cơn ác mộng không ai ngờ ập tới và mọi người đều hy vọng để thoát ra khỏi thế giới ảo.

## Giới thiệu
Hừng hực lòng nhiệt huyết từ trận chiến trên thế giới thứ nhất vào năm 1937, lần này Pendragon quyết tâm sẽ đánh bại mọi âm mưu của tên Saint Dane. Nhưng liệu một khi vào thế giới ảo liệu cậu có thoát khỏi cám dỗ tột cùng của thiên đường thực tế ảo không?

## Cốt truyện
Cuộc phiêu lưu đến Veelox không có Spader vì ở lần trước Spader đã không tin tưởng Boddy nên Spader buộc phải trở về cho một thời gian. Bobby bắt đầu cuộc khởi hành cùng  với ông Gunny ở Veelox, ngay sau khi họ đến một căn phòng tối bên ngoài ống dẫn, họ đã giáp mặt với tên Saint, Saint nói mọi chuyện đã chấm dứt ở đây và hắn cười một cách khoái trá. Khi họ định bắt tên Saint thì bỗng nhiên hắn phóng ra nhiều ảo ảnh nên hắn có cơ hội trốn thoát đến Eelong. Pendragon và ông Gunny quyết định chia ra, Pendragon ở lại Veelox và ông Gunny đi qua Eelong dò thám xem tên Saint sẽ giở trò gì sau đó sẽ trở về Veelox. Bobby gặp Aja Killian, là lữ khách của Veelox. Aja giới thiệu với Boddy về thế giới của cô và chỉ cho Boddy thế giới ảo gọi là ngưồn sáng sự sống do tiến sĩ tài ba Zetlin tạo ra. Boddy bất ngờ khi thấy cảnh quan của thành phố đều không có bóng dáng một người. Aja giải thích nguồn sáng sự sống là một thế giới ảo, ở trong đó họ sẽ có tất cả họ muốn và dĩ nhiên mọi cảm giác đều giống thật và nói hầu hết mọi cư dân của Veelox đều vào đó để sống một cuộc sống mà họ mơ ước. Aja nói giới thiệu về các vedder, là người lãnh trách nhiệm tới các cơ thể trong khi nhảy còn phader là người hỗ trợ các cuộc nhảy, cuộc nhảy nghĩa là thế giới ảo nói theo cách ở đây. Aja là một trong những pladder mới. Cô để Bobby thử, trước đó cô đặt hẹn giờ 15 phút của cuộc nhảy, Boddy trở về với căn nhà của mình ngày xưa, và mọi chuyện bắt đầu như bình thường, Boddy lại gặp lại bố, mẹ và em gái của mình mọi chuyện đều thật làm cho Pendragon tưởng như rằng tất cả mọi thứ về lữ khách chỉ là một giấc mơ dài nhưng bỗng nhiện giọng của Aja nói với Pendragon làm cậu mất hy vọng chuyện về lữ khách chỉ là giấc mơ, sau đó, cậu được tham gia một trận đấu bóng rổ mà cậu đã bỏ dở trước khi ra đi. Rồi bỗng dưng thời gian đã hết Pendragon phải rời khỏi cuộc nhảy nhưng cậu dường như không muốn đi khỏi cuộc nhảy mà xin thêm 20 phút, Aja từ chối và nói cậu đã bị cuốn hút vô nguồn sáng cuộc sống rồi, ai cũng như cậu thêm 20 phút rồi 20 tiếng rồi 20 năm sau đó là cả đời. Aja khá tự tin bảo đảm sẽ chẳng có chuyện gì xảy ra cho Veelox vì cô đã tìm ra phương pháp đó chính là con bọ ảo, cô sẽ cài đặt con bọ vô hệ thống nguồn sáng sự sống. Con bọ sẽ làm cuộc sống trong thế giới họ cũng sẽ giống như ngoài đời thật nghĩa là họ cũng phải gặp thử thách hay bất hạnh. Cô cho Pendragon thử nghiệm quả thật đúng vậy Pendragon đấu thua trận bóng rổ và huấn luyện viên của cậu bị lên cơn tim. Aja kêu Pendragon bấm nút giữa để thay đổi cuộc nhảy và muốn xem chuyện gì xảy ra. Sau khi bấm nút giữa, Pendragon và Aja thấy quig của Denduron và thấy hình ảnh của tên Saint cười hả hê nói chiếu bí: ta đã theo dõi người Aja và ta chính là người đã thôi thúc người để tạo ra con bọ ảo này. Thế là sự thật con bọ đã làm thế giới ảo trở thành thế giới thật và làm mọi chuyện trở nên tồi tệ hàng ngàn người đang bị mắc kẹt ở các thế giới ảo. Aja cần mã nguồn để tiêu diệt con bọ vì nó đã xâm nhập quá sâu vô hệ thống nhưng chỉ duy nhất tiến sĩ Zetlin biết, hiện giờ ông đang trong thế giới ảo nên Pendragon phải có nhiệm vụ đi tìm gặp ông và thuyết phục ông được cho mã nguồn. Pendragon khởi hành cùng với Loor đến thế giới ảo của tiến sĩ Zetlin. Sau khi vô thế giới của tiến sĩ Zetlin họ giáp mặt với tên Saint hai lần, Pendragon bất ngờ về thế giới của ông vì ông là nhà thiên tài nhưng lại tưởng tượng về thế giới mưa tối và đông ngập người. Pedragon đến căn nhà Barbican nơi được biết là tiến sĩ Zetlin ở, khi vô trong tầng thứ nhất là một khu rừng nhiệt đới đầy những thú vật, cây cối. Tầng hai là một hồ bơi rất to và có một chiến xe chạy nước gần giống như xe lặn. Tầng ba là tầng phủ đầy tuyết và Bobby phải nhận lời thách đấu với sáu người trượt tuyết, nếu Pendragon về nhất thì sẽ gặp được tiến sĩ Zetlin và cuối cùng cậu thắng, tiến sĩ Zetlin thật ra là một trong sáu người trượt tuyết đó với thân thể của một chàng thanh niên mười sáu tuổi với biệt danh "Z", họ thuyết phục được ông đưa cho mã nguồn. Sau đó là cuộc trốn thoát khỏi con bọ khổng lồ trong thế giới ảo, với mã nguồn họ đã tắt được nguồn sáng đời sống và tiêu diệt con bọ, họ mừng rỡ tưởng như đã cứu thoát Veelox nhưng tiến sĩ Kree Severfeel(là tên Saint giả dạng) là một trong những giám đốc bậc nhất đã đầu độc tư tưởng của người dân và đi đến quyết định làm cho nguồn sáng đời sống hoạt động lại. Sau đó, Pendragon phát hiện bà Kree chính là tên Saint và hắn nói ngươi cảm thấy sao khi lãnh địa đầu tiên thuộc về ta, tiếng nói lạnh như nước đá làm cho Pendragon gun rẩy. Thế là Pendragon rời Veelox để đến Eelong còn Aja phải ở lại Veelox đề phòng những chuyện bất thường xảy ra.